# Brachypeza indusiata
Brachypeza indusiata är en orkidéart som först beskrevs av Heinrich Gustav Reichenbach, och fick sitt nu gällande namn av Leslie Andrew Garay. Brachypeza indusiata ingår i släktet Brachypeza och familjen orkidéer. Inga underarter finns listade i Catalogue of Life.